# Eriopyga loliopopa
Eriopyga loliopopa là một loài bướm đêm trong họ Noctuidae.